# ایمنشتاد ام بودنزه
ایمنشتاد ام بودنزه (به آلمانی: Immenstaad am Bodensee) یک شهر در آلمان است که در بودنسیکرایس واقع شده‌است. ایمنشتاد ام بودنزه ۶٬۰۰۵ نفر جمعیت دارد.